# Malcolm McKenna
Pour les articles homonymes, voir McKenna.
Malcolm Carnegie McKenna, né le 21 juillet 1930 et mort le 3 mars 2008, est un paléontologue américain.

## Biographie
McKenna est né à Pomona, en Californie, fils de Bernice et Donald McKenna (en), administrateur fondateur du Claremont McKenna College (en) en Californie du Sud.
Il commence des études de paléontologie à la Webb School de Californie (en) à Claremont, sous la direction du paléontologue et enseignant Raymond Alf. Il fréquente le California Institute of Technology et le Pomona College, puis est diplômé en paléontologie de l'Université de Californie à Berkeley, où il a également obtenu son doctorat.
Il commence ses travaux de recherche en se spécialisant dans l'histoire et l'évolution des mammifères de l'Éocène inférieur des États-Unis, bien qu'il publie également des travaux interdisciplinaires dans de nombreux domaines tels que la cosmologie, la géologie et la biologie moléculaire.
Il est le conservateur de la collection de paléontologie des vertébrés au Musée américain d'histoire naturelle de New York. Pendant la majeure partie de ses quatre décennies au musée, il occupe un poste de professeur en géosciences à l'Université Columbia. De 1975 à 1976, il est président de la Société de paléontologie des vertébrés.
Au Musée américain d'histoire naturelle, il est également en grande partie responsable du lancement d'expéditions dans le désert de Gobi en 1991, les premières depuis Roy Chapman Andrews dans les années 1920. McKenna participe à la recherche de fossiles de mammifères du mésozoïque. Avec Susan K. Bell, il coécrit le livre Classification of Mammals Above the Species Level en 1997, un travail sur la généalogie complète sur les Mammalia, comprenant la systématique, les relations et les occurrences de tous les taxons de mammifères, vivants et éteints, jusqu'au rang du genre.
En 1992, il reçoit la médaille (en) de la Société de paléontologie et la médaille Romer-Simpson (en) en 2000, la plus haute distinction de la Société de paléontologie des vertébrés.
Malcolm Carnegie McKenna meurt le 3 mars 2008 à Boulder, dans le Colorado.

## Vie privée
McKenna réside à Englewood, dans le New Jersey, alors qu'il travaille au Musée américain d'histoire naturelle. Son épouse, Priscilla, est présidente du conseil municipal pendant de nombreuses années. Ils ont eu trois fils et une fille. Un arrière-grand-parent était un cousin du magnat de l'acier Andrew Carnegie.
Depuis 2013, McKenna est inscrit au Conseil consultatif du National Center for Science Education.
Son fils, Bruce C. McKenna (en), est scénariste et sa fille, Katharine L. McKenna, est une artiste vivant à Woodstock, NY.